# خواب زمستانی (فیلم ۲۰۱۴)
خواب زمستانی (به ترکی استانبولی: Kiş Uykusu) (به انگلیسی: Winter Sleep) فیلمی درام به کارگردانی نوری بیلگه جیلان و محصول کشورهای ترکیه، آلمان و فرانسه است. فیلمنامه فیلم را نوری بیلگه جیلان به اتفاق همسرش ابرو با اقتباس از داستان همسر آنتون چخوف نوشته‌اند.

در سال ۲۰۱۴ نوری بیلگه جیلان با این فیلم در شصت و هفتمین دوره جشنواره فیلم کن توانست جایزه نخل طلایی را به دست بیاورد. جیلان هنگام دریافت جایزه، آن را به جوانان ترکیه که در اعتراض‌های سال گذشته این کشور جان خود را از دست داده‌اند، تقدیم کرد.
فیلم خواب زمستانی به عنوان نماینده ترکیه در رقابت اسکار بهترین فیلم خارجی معرفی شد ولی نتوانست به عنوان یکی از نامزدهای نهایی انتخاب شود.

## داستان فیلم
آیدین، بازیگر بازنشسته‌ای است که حالا یک هتل کوچک در مرکز آناتولی را اداره می‌کند و روابطش با همسر جوانش، نهال بسیار خروشان و جنجالی شده است و خواهرش نجلا هم در تلاطم طلاقی است که تازه پشت سر گذاشته...

## بازیگران
- هالوک بیلگینر در نقش آیدین
- دمت آکباع در نقش نجلا
- ملیسا سوزن در نقش نهال
- آیبرک پک‌جان در نقش هدایت
- تامر لونت در نقش سواوی
- نجات ایشلر در نقش اسماعیل
- سرهات کیلیچ در نقش حمدی
- نادر ساری‌باجاک در نقش لونت
- محمد علی نوراوغلو در نقش تیمور
- امیرهان دوروکتوتان در نقش الیاس

## افتخارات و جوایز
| جایزه                | بخش          | دریافت کنندگان و نامزدها | نتیجه |
| -------------------- | ------------ | ------------------------ | ----- |
| جشنواره فیلم کن ۲۰۱۴ | نخل طلایی    | نوری بیلگه جیلان         | برنده |
| جشنواره فیلم کن ۲۰۱۴ | جایزه فیپرشی | نوری بیلگه جیلان         | برنده |